# Купа Сотана (Катанцаро)
Купа Сотана је насеље у Италији у округу Катанцаро, региону Калабрија.
Према процени из 2011. у насељу је живело 14 становника. Насеље се налази на надморској висини од 722 м.